# 江浙山胡椒
江浙山胡椒（学名：Lindera chienii）为樟科山胡椒属下的一个种。

## 扩展阅读
- 維基物種上的相關：江浙山胡椒